# Clusia ptaritepuiensis
Clusia ptaritepuiensis är en tvåhjärtbladig växtart som först beskrevs av Julian Alfred Steyermark, och fick sitt nu gällande namn av Pipoly. Clusia ptaritepuiensis ingår i släktet Clusia och familjen Clusiaceae. Inga underarter finns listade i Catalogue of Life.